# 神头岭战斗八路军386旅指挥所申家山村旧址
神头岭战斗八路军386旅指挥所申家山村旧址，位于山西省长治市潞城区辛安泉镇申家山村，是一处山西省文物保护单位。
2021年8月4日，神头岭战斗八路军386旅指挥所申家山村旧址公布为第六批山西省文物保护单位，年代为1938年，近现代重要史迹及代表性建筑类，编号6-320。